# Rhobs el Arsa
Rhobs al-Arsa (Citrus limon (L.) Burm. F.) là một loại trái cây có múi rất phổ biến ở Morocco.

## Tên
Rhobs al-Arsa trong tiếng Ả Rập để chỉ bánh mì của khu vườn, hoặc "vườn Loaf". Giống cam quýt lai này có nhiều tên khác, như Al-zanbu, Khoubs al-Arsa, Koubs al-Arsa, Kubbâd, Robs al-Arsa, Zamboa, Zanbo'a và Zemboua.

## Miêu tả
Cây bụi thường xanh với chồi non xanh, lá tròn, xanh và sáng bóng. Quả tròn khá dẹt, có một cái núm nhỏ ở đỉnh, vòng ngược quanh núm. Da thường mịn màng, đôi khi thô ráp. Ruột có tính axit và trái cây, albedo ngọt và dễ chịu, vỏ cây hơi đắng. Trưởng thành vào tháng hai hoặc tháng ba hằng năm. Độ cứng lạnh -2 °C / 3 °C tạo điều kiện tốt các hạt giống thụ phấn.

## Di truyền học
Các quả Rhobs al Arsa từ lâu đã được xem như là một loài thanh yên lai, mặc dù một giống khác nhau đã được đề xuất là giống ba mẹ, ví dụ, thanh yên Maroc là cây đực và cam đắng đóng vai trò như một cây mẹ, thanh yên hoặc chanh vàng và quýt., hoặc citron và chanh tây. Phân tích bộ gen chi tiết đã cho thấy Rhobs al Arsa rất giống với một số giống Citrus limetta, limetta hoặc chanh ngọt Ba Tư, và có khả năng chia sẻ nguồn gốc chung với chúng, phát sinh từ sự giao thoa giữa thanh yên (Citrus medica) và cam chua (Citrus × aurantium). Chanh phổ biến phát sinh từ một sự kiện lai khác biệt liên quan đến hai loài giống nhau.